# Ilsea bormia
Ilsea bormia là một loài bướm đêm trong họ Erebidae.